# Oligodon cinereus
Oligodon cinereus är en ormart som beskrevs av Günther 1864. Oligodon cinereus ingår i släktet Oligodon och familjen snokar. IUCN kategoriserar arten globalt som livskraftig.
Arten förekommer i Sydostasien från Bangladesh, nordöstra Indien och sydöstra Kina till Vietnam och Malackahalvön. Honor lägger ägg.

## Underarter
Arten delas in i följande underarter:
- O. c. cinereus
- O. c. tamdaoensis